# 坂東竹三郎 (5代目)
五代目 坂東竹三郎（ごだいめ ばんどう たけさぶろう、1932年〈昭和7年〉8月4日 - 2022年〈令和4年〉6月17日）は、戦後から令和期にかけて活躍した日本の歌舞伎役者。屋号は音羽屋。定紋は鶴の丸（音羽屋鶴の丸）。替え紋は八重片喰。

## 来歴
1932年〈昭和7年〉8月4日大阪生まれ。1949年〈昭和24年〉四代目尾上菊次郎の弟子となり、5月、中座『盛綱陣屋』の腰元で「尾上笹太郎」を名乗り初舞台。1959年〈昭和34年〉9月大阪歌舞伎座『籠釣瓶』の芸者、『箕輪の心中』の娘で三代目坂東薪車と改名し名題昇進。1967年〈昭和42年〉3月菊次郎の名前養子となり、朝日座『新越後獅子』の獅子舞、『川中島』のお勝、『吉野川』の久我之助で五代目坂東竹三郎を襲名。1978年〈昭和53年〉上方舞東山村流の二世家元となり山村太鶴を名乗る。

## 人物
大阪に生まれ、関西歌舞伎不遇の時代を忍んでなお大阪に居を構え続けた数少ない歌舞伎役者。女形として研鑽を積み、後年はベテランの花車形として丸本物を引き立てるとともに「スーパー歌舞伎II ワンピース」などの新作にも積極的に挑戦し、舞台に花を添えた。若手時代より大谷ひと江（のち七代目嵐徳三郎）、片岡我當、秀太郎、孝夫らと組んで朝日座にて若手歌舞伎公演を行うなど、自主公演を積極的に行い、演目や演出に趣向を凝らした。
とりわけ古典演目の復古に功績が篤く、2013年〈平成15年〉の「傘寿記念　坂東竹三郎の会」では1958年〈昭和33年〉東横ホールで三代目中村時蔵が演じて以来長らく途絶えていた「女團七」（夏姿女團七）（『夏祭浪花鑑』の舞台を浪花から江戸に移し、主要な登場人物を女性に置き換えた書き替え狂言）を、市川亀治郎（当時）の團七縞のお梶、自身はお梶の母おとらを勤め復活上演。同演目は翌年明治座「市川猿之助奮闘連続公演」で本興行としても上演された。
長年竹三郎に協力した公演プロデュース会社の「有限会社宮岡博英事務所」代表のブログによれば、「歌舞伎の自主公演をあれだけの回数行った歌舞伎俳優は竹三郎しかいない。」としながら、同時に「赤字を出したことがない！」という徹底したビジネス視点、プロデューサーとしての辣腕ぶりに驚かされたという。四代目市川猿之助は歌舞伎の自主公演の収支について「ぜったいに黒字にはできないもんですよ」と語っており、自主公演を多数黒字に収めているのは極めて異例なことであったと思われる。
日本舞踊では藤間勘寿朗に師事。舞台・映画鑑賞を趣味とし、東京出演時は滞在するホテルで自炊をまめにこなした。
2022年〈令和4年〉6月17日、かねてより闘病にて入院中のところ骨髄異形成症候群により大阪市内の病院にて亡くなった。葬儀・告別式は家族にて執り行った。最後の舞台出演は2021年〈令和3年〉12月南座の『雁のたより』の仲居お君。2022年にも松尾芸能賞授賞式に元気な姿を見せたうえ、受賞にちなみ「松尾芸能賞功労賞受賞記念の集い」を開き、支援者らの前で朗読を披露した。7月には大阪松竹座での「七月大歌舞伎」にも出演予定であった。

## 出演

### 映画
尾上笹太郎（東映） 時代
- 笛吹若武者（1955年）
- ふり袖侠艶録（1955年）[8]

### シネマ歌舞伎
- 怪談 牡丹灯籠（2009年） - 飯島平左衛門
- スーパー歌舞伎 ヤマトタケル（2013年） - 尾張の国造（くにのみやつこ）
- スーパー歌舞伎II ワンピース（2016年） - 女医ベラドンナ
- 東海道中膝栗毛〈やじきた〉（2017年） - 大家女房お米
- 東海道中膝栗毛 歌舞伎座捕物帖（2018年） - 関為三郎
- 女殺油地獄（幸四郎）（2019年） - 母おさわ
- 三谷かぶき 月光露針路日本 風雲児たち - ソフィア・イワーノヴナ[9]

## 受賞
- 十三夜会賞助演賞（1994年、95年、99年）
- 十三夜会賞奨励賞（1998年〈平成10年〉）
- 大阪市民表彰（2000年〈平成12年〉）
- 第24回 松尾芸能賞優秀賞（2003年〈平成15年〉）
- 第13回 日本俳優協会賞特別賞（2007年〈平成19年〉）
- 文化庁長官表彰（2009年〈平成21年〉）
- 2018年度大阪文化祭賞（2018年〈平成30年〉、大阪松竹座『女殺油地獄』の母おさわ）
- 第43回 松尾芸能賞功労賞（2022年〈令和4年〉[1]）

## 子弟
1998年〈平成10年〉俳優の鈴木道行が坂東竹志郎の名で入門し、その後2005年〈平成17年〉には芸養子として、自身の前名である坂東薪車の名跡を四代目として継がせた。その後2005年1月に芸養子関係を解消、事実上破門とした。理由については薪車が師匠である竹三郎の許可なくタレント事務所に所属契約を結び外部劇への出演を行い、口論となったためと言われている。四代目薪車はその後十一代目市川海老蔵の門下に移り市川道行と改名、のち市川九團次を四代目として襲名し現在は海老蔵一門の立役・敵役の中心的存在となっている（四代目市川九團次）。